# Hôtel de ville de Bra
L'hôtel de ville de Bra (en italien : Palazzo Comunale di Bra) est un bâtiment de style baroque, siège de la commune de Bra, au Piémont en Italie.

## Histoire
L'aspect actuel du bâtiment, d'origine médiévale, est dû à l'intervention de l'architecte Bernardo Antonio Vittone au XVIIIe siècle. En revanche, le grand escalier monumental menant à l'atrium du palais date de 1897.

## Description
Le bâtiment se situe piazza Caduti della Libertà, à côté de l'église Sant'Andrea.
Il présente un style baroque, avec des façades en briques. La section centrale de la façade principale, divisée verticalement en trois parties, se distingue par des formes convexes. L'accès se fait par un escalier balustré menant à une grande porte en arc, flanquée de deux ouvertures rectangulaires, chacune surmontée d'un oculus.
À l'intérieur, la salle du Conseil abrite les bustes de célèbres citoyens de Bra.

## Galerie d'images

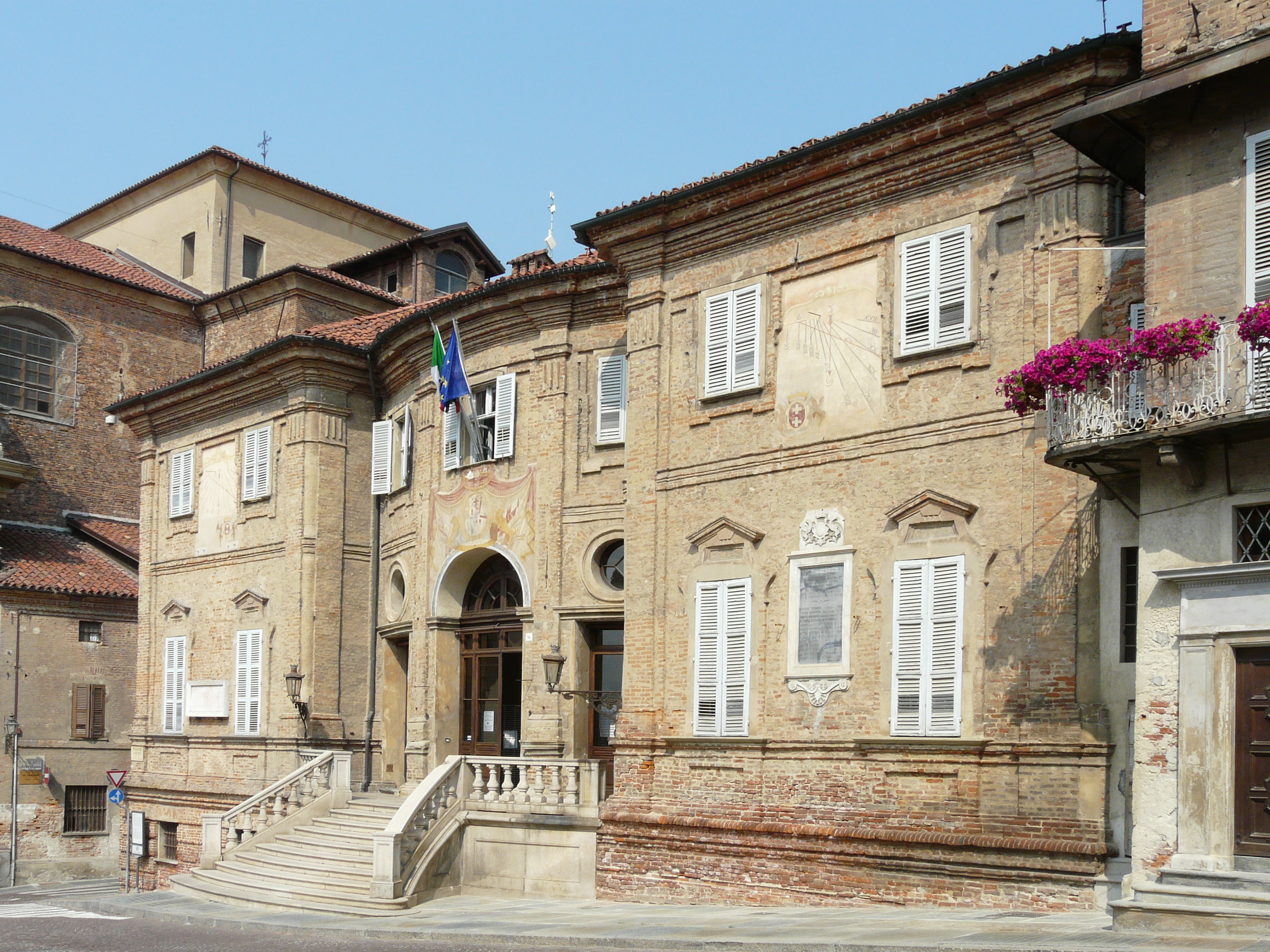
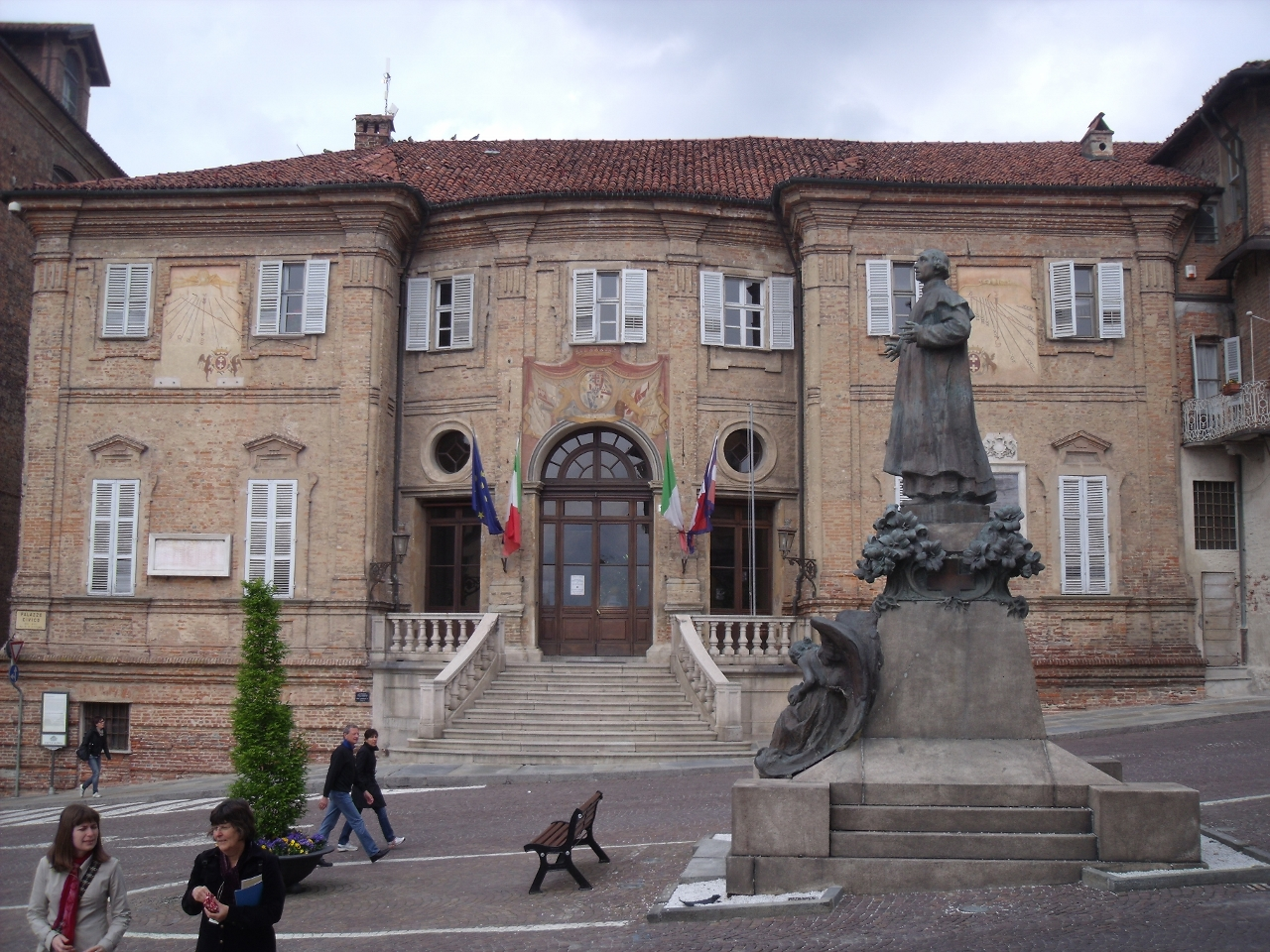
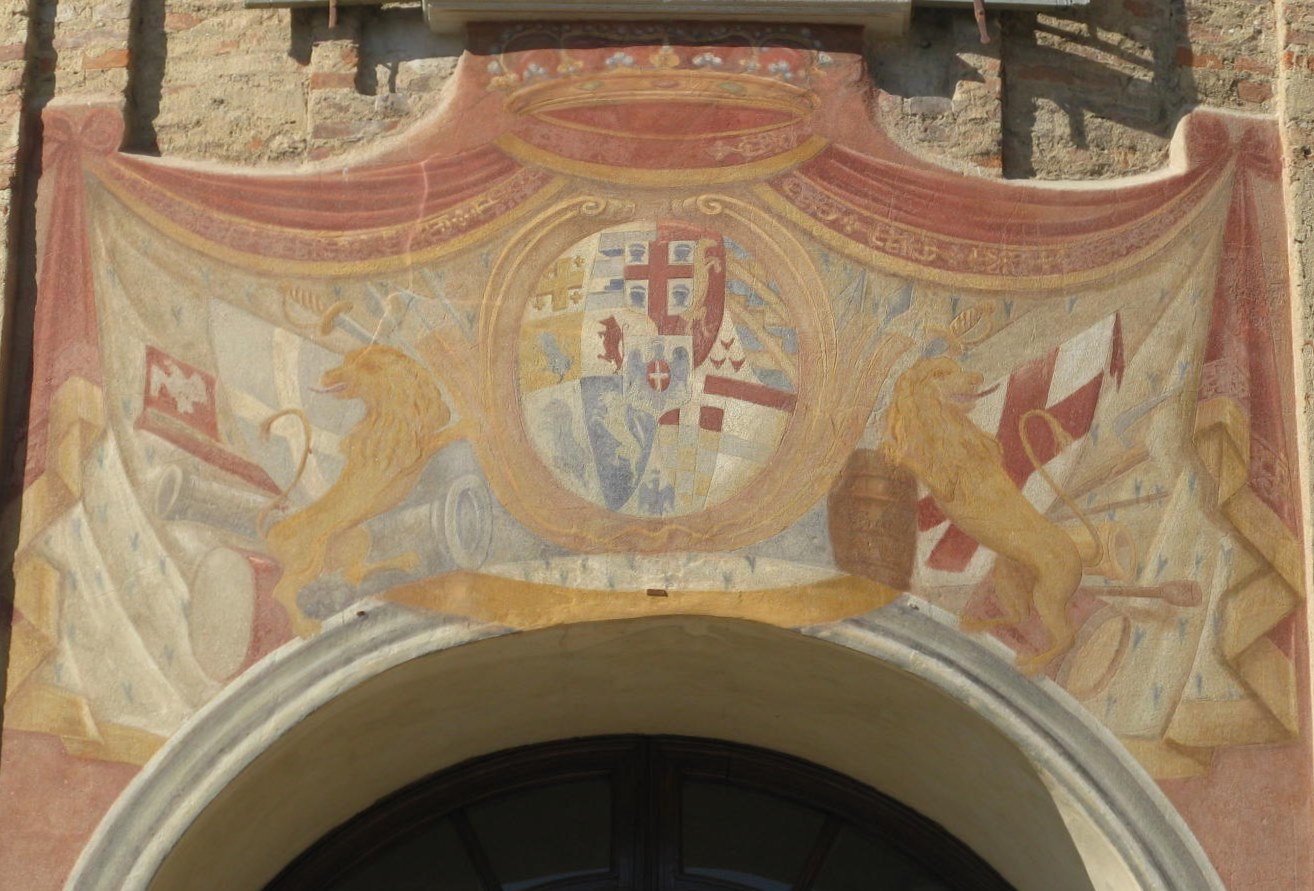